# Rangin Dadfar Spanta

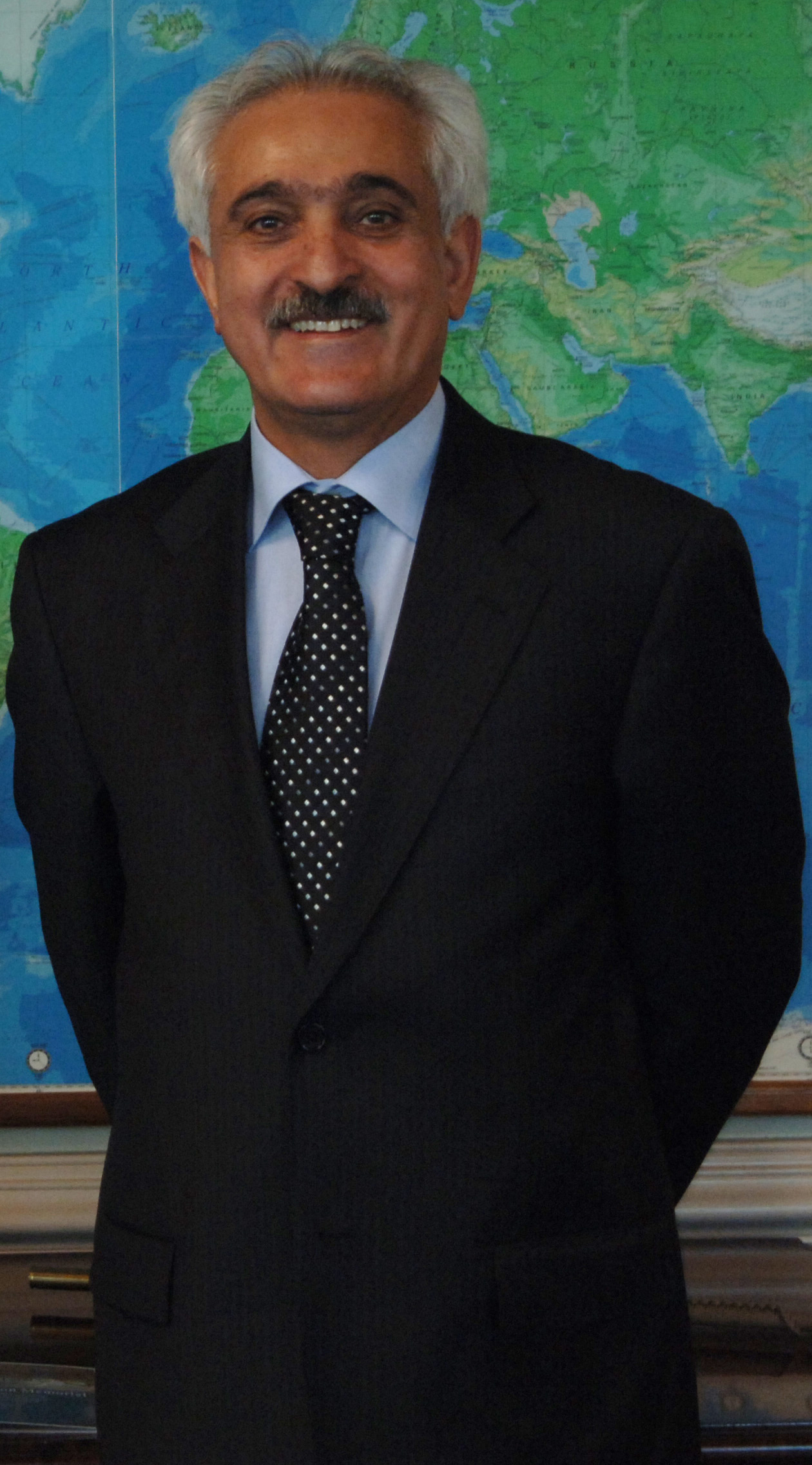
Rangin Dadfar Spanta (2006)

Rangin Dadfar Spanta, persisch: رنگین دادفر سپنتا, (* 1953 in Herat/Afghanistan) ist ein deutsch-afghanischer Politikwissenschaftler und war von 2006 bis 2010 Außenminister Afghanistans.

## Leben

### Werdegang
Dadfar Spanta ist der älteste Sohn eines Großgrundbesitzers in Westafghanistan. Ethnisch gesehen ist Dadfar Spanta Paschtune. Mit 15 Jahren schloss er sich einer maoistischen Partei an und studierte später in Kabul. Bereits vor der sowjetischen Intervention (1979) ging er im Jahre 1976 in die Türkei, wo er sein Studium fortsetzte. 1980 ging er zurück und schloss sich für ein Jahr dem bewaffneten Widerstand an. 1981 ging er zurück in die Türkei.
Er war in den 1990er Jahren Dozent für Politikwissenschaften an der RWTH Aachen. Ab 2004 war er mit einem Stipendium aus Deutschland Dozent an der Universität Kabul und später außenpolitischer Berater des afghanischen Präsidenten Hamid Karzai. Sein Amtsvorgänger als Außenminister war Abdullah Abdullah, sein Nachfolger war Zalmay Rassoul.

### Deutschland
Januar 1982 reiste er nach Deutschland, wo er als Flüchtling politisches Asyl erhielt. Er studierte später Politikwissenschaft an der RWTH Aachen und promovierte 1992 mit einem Stipendium des Studienwerks der Heinrich-Böll-Stiftung. Er war Mitbegründer des Demokratischen Rats Afghanistans und ist Mitglied der Grünen. 1999 kandidierte er bei den Wahlen zum Aachener Stadtrat, scheiterte aber knapp. Bis Ende 2004 war er in Teilzeit wissenschaftlicher Mitarbeiter am Institut für Politische Wissenschaft der RWTH Aachen und Mitarbeiter in einer lokalen entwicklungspolitische Bildungs- und Lobby-Organisation (Dritte Welt Forum e. V., jetzt: Eine Welt Forum Aachen e. V.).
Er spricht Paschto als Muttersprache, außerdem Deutsch, Persisch, Türkisch und Englisch.

### Außenminister in Afghanistan
Am 22. März 2006 wurde er zum afghanischen Außenminister ernannt.
Am 12. Mai 2007 entzog das afghanische Parlament in zweiter Abstimmung mit knapper Mehrheit Dadfar Spanta das Vertrauen. Analysten führten seine Absetzung auf die politischen Differenzen zurück und schrieben, seine Absetzung sei kein spontaner Akt einer Verärgerung über die nicht verhinderte iranische Massenausweisung von afghanischen Flüchtlingen gewesen. Konservative pakistanische und iranische Einflüsse hätten sich durchgesetzt.
Präsident Karzai rief das das Oberste Gericht (Estere Mahkema) an, um die Verfassungsmäßigkeit dieses Votums und die Rechtmäßigkeit der Modalitäten des Misstrauensvotums prüfen zu lassen. Bis zu dieser Entscheidung solle Dadfar Spanta im Amt bleiben. Es wurde entschieden, dass das Votum verfassungswidrig war. Am 22. Mai 2007 traf er in Kabul mit dem damaligen deutschen Bundesaußenminister Frank-Walter Steinmeier zusammen, Ende 2009 fand in Kabul ein Treffen mit dem neuen Außenminister Guido Westerwelle (FDP) statt.
Am 18. Januar 2010 beendete Spanta seine Tätigkeit als Außenminister.

### Rückkehr nach Deutschland
Nach dem Vormarsch der Taliban in Afghanistan im Jahr 2021 kehrte er nach Deutschland zurück.

## Persönliches
Rangin Dadfar Spanta ist verheiratet und Vater zweier erwachsener Kinder. Seine Frau und Brüder leben weiterhin in Aachen. Neben der afghanischen Staatsbürgerschaft besitzt er auch die deutsche Staatsangehörigkeit.

## Veröffentlichungen
- Afghanistan: Entstehung der Unterentwicklung, Krieg und Widerstand. Aachener Beiträge zur vergleichenden Soziologie und zur China-Forschung Bd. 11., Peter Lang Verlagsgruppe, 1993, ISBN 3-631-46068-6